# Соколов, Васил
Васил Соколов — болгарский самбист, чемпион (1989), серебряный (1991) и бронзовый (1990) призёр чемпионатов Европы по самбо, чемпион (1987, 1989) и бронзовый призёр (1990, 1991) чемпионатов мира по самбо, бронзовый призёр розыгрыша Кубка мира 1988 года в Токио, тренер. По самбо выступал во второй полусредней (до 74 кг) и первой средней (до 82 кг) весовых категориях. Был старшим тренером сборной Болгарии по самбо.